# آگاتا

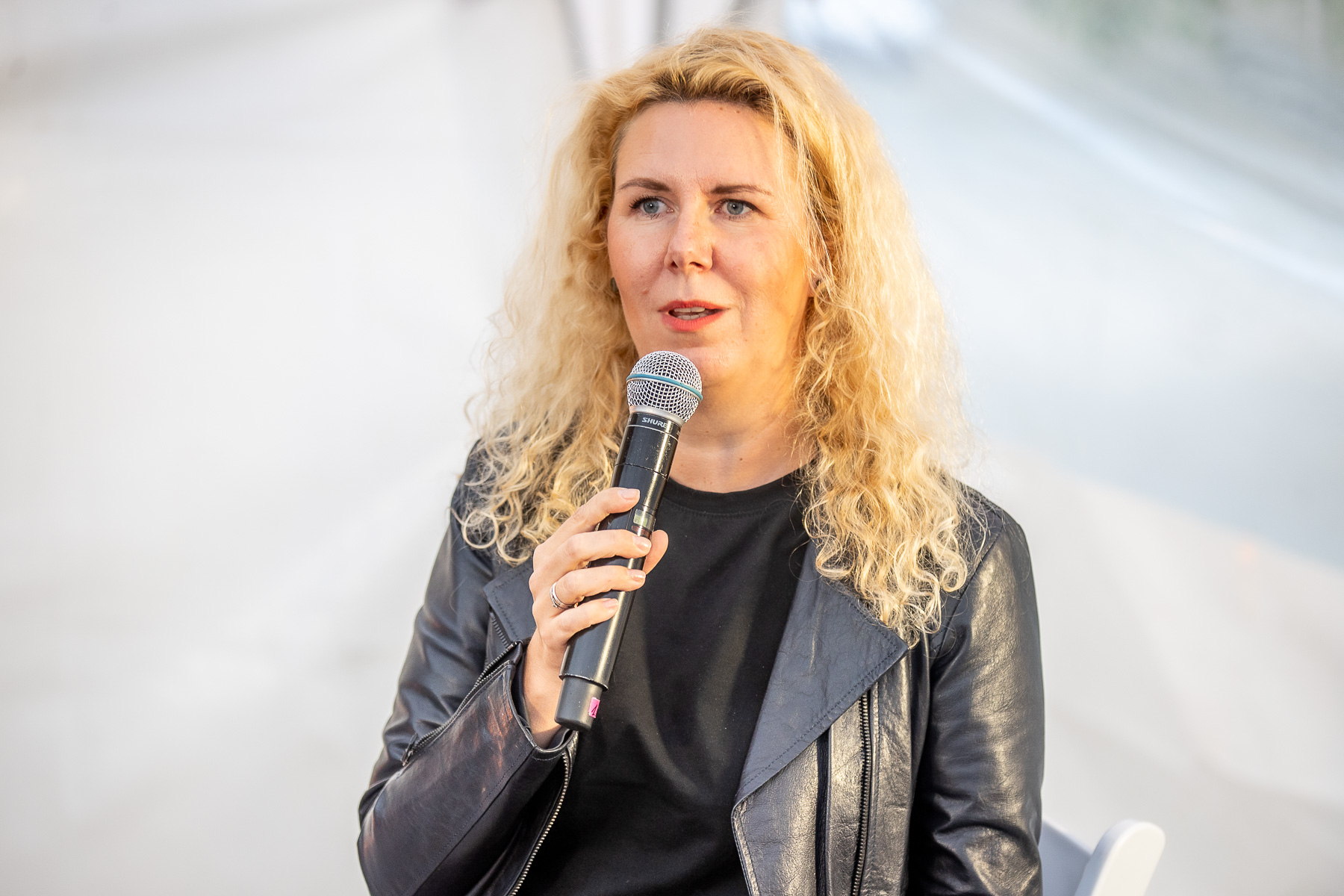
مدیر عامل اجرایی Agnė Begetė

انجمن حقوق همسایگی لیتوانی (انگلیسی: Lithuanian Neighbouring Rights Association؛‏ لیتوانیایی: Lietuvos gretutinių teisių asociacija)، که به اختصار با نام آگاتا (AGATA) شناخته می‌شود، یک سازمان غیرانتفاعی حقوق اجرا است که در سال ۱۹۹۹ تأسیس شد و مسئول صدور مجوز و مدیریت حقوق ناشران موسیقی و هنرمندان در لیتوانی است. در سال ۲۰۱۱، این انجمن به عنوان نهاد رسمی مسئول جمع‌آوری حق‌الزحمه برای نویسندگان، اجراکنندگان، بازیگران و تولیدکنندگان در کشور تعیین شد. آگاتا یکی از اعضای فدراسیون بین‌المللی صنعت فونوگرافی (آی‌اف‌پی‌آی) است. آگاتا از سپتامبر ۲۰۱۸، هر هفته فهرست ۱۰۰ آلبوم و تک‌آهنگ برتر در لیتوانی را منتشر می‌کند. این فهرست‌ها بر اساس فروش‌ها و استریم‌ها در اسپاتیفای، دیزر، اپل میوزیک، آی‌تیونز، گوگل پلی و شزم تهیه می‌شوند.